# Lista dos atuais campeões na New Japan Pro Wrestling
A New Japan Pro Wrestling (NJPW) é uma promoção de luta livre profissional que tem sua base em Nakano, Tóquio. Os reinados dos títulos são determinados com combates de luta profissional ou são concedidos a um lutador, como resultado de várias storylines com script. Existem cinco títulos individuais ativos, dois títulos de tag team ativos e um título de six-man tag team ativo. Seis dos oito títulos carregam as letras "IWGP", que é o acrônimo referente às iniciais da entidade máxima da NJPW, a International Wrestling Gran Prix. Doze lutadores detém os títulos. A lista inclui o número de vezes que o lutador manteve o título, a data e o local da vitória, e uma descrição da luta vencida. A lista é correta a partir de 14 de março de 2025.

## Atuais títulos
No topo da hierarquia dos campeonatos da NJPW está o IWGP Heavyweight Championship, que está atualmente com Evil, que derrotou Tetsuya Naito em 12 de julho de 2020 no Dominion in Osaka-jo Hall.
Existem três títulos secundários na NJPW, sendo eles o IWGP Intercontinental Championship, o IWGP United States Heavyweight Championship e o NEVER Openweight Championship.
O  IWGP Intercontinental Championship também esta com Evil, ele venceu junto com o IWGP Heavyweight Championship.
O IWGP United States Heavyweight Championship está atualmente com Jon Moxley, que derrotou Lance Archer em 4 de janeiro de 2020, no Wrestle Kingdom 14.
O NEVER Openweight Championship está atualmente com Shingo Takagi, que derrotou Hirooki Goto em 1 de fevereiro de 2020 no The New Beginning in Sapporo.
O IWGP Tag Team Championship está atualmente com Dangerous Tekkers (Taichi e Zack Sabre Jr.) que estão em seu primeiro reinado individualmente e como equipe. Eles conquistaram o título após derrotarem Golden ☆ Ace   (Hiroshi Tanahashi e Kota Ibushi) em 12 de julho de 2020 no Dominion in Osaka-jo Hall.
Há também dois títulos Junior Heavyweight na NJPW.
O IWGP Junior Heavyweight Championship está atualmente com Hiromu Takahashi, que derrotou Will Ospreay em 4 de janeiro de 2020 no Wrestle Kingdom 14.
O IWGP Junior Heavyweight Tag Team Championship está atualmente com Roppongi 3K(Sho e Yoh), que estão em seu quarto reinado individualmente e como equipe depois de derrotarem os campeões anteriores Bullet Club (Taiji Ishimori e El Phantasmo) em 5 de janeiro de 2020 no Wrestle Kingdom 14.
O NEVER Openweight 6-Man Tag Team Championship atualmente está vago. Os últimos campeões foram Los Ingobernables de Japon (Bushi, Evil e Shingo Takagi); o título foi vago pela NJPW após a saída de Evil da stable. 

### Campeões
| Campeonato                                    | Atual(ais) campeão(ões) | Atual(ais) campeão(ões)                     | Reinado | Data da vitória        | Mantém o título há (em dias) | Defesas bem sucedidas | Local   | Notas |
| --------------------------------------------- | ----------------------- | ------------------------------------------- | ------- | ---------------------- | ---------------------------- | --------------------- | ------- | --- |
| IWGP Heavyweight Championship                 |                         | Evil                                        | 1       | 12 de julho de 2020    | 1706+                        | 1                     | Osaka   | Derrotou Tetsuya Naito no Dominion in Osaka-jo Hall.                                                                                            |
| IWGP Intercontinental Championship            |                         | Evil                                        | 1       | 12 de julho de 2020    | 1706+                        | 1                     | Osaka   | Derrotou Tetsuya Naito no Dominion in Osaka-jo Hall.                                                                                            |
| IWGP United States Heavyweight Championship   |                         | Jon Moxley                                  | 2       | 4 de janeiro de 2020   | 1896+                        | 2                     | Tóquio  | Derrotou Lance Archer no Wrestle Kingdom 14. |
| NEVER Openweight Championship                 |                         | Shingo Takagi                               | 1       | 1 de fevereiro de 2020 | 1868+                        | 3                     | Sapporo | Derrotou Hirooki Goto no The New Beginning in Sapporo.                                                                                          |
| IWGP Tag Team Championship                    |                         | Dangerous Tekkers (Taichi e Zack Sabre Jr.) | 1       | 12 de julho de 2020    | 1706+                        | 0                     | Osaka   | Derrotaram Golden ☆ Ace (Hiroshi Tanahashi e Kota Ibushi) no Dominion in Osaka-jo Hall                                                          |
| IWGP Junior Heavyweight Championship          |                         | Hiromu Takahashi                            | 3       | 4 de janeiro de 2020   | 1896+                        | 1                     | Tóquio  | Derrotou Will Ospreay no Wrestle Kingdom 14. |
| IWGP Junior Heavyweight Tag Team Championship |                         | Roppongi 3K (Sho e Yoh)                     | 4       | 5 de janeiro de 2020   | 1895+                        | 3                     | Tóquio  | Derrotaram Bullet Club (Taiji Ishimori e El Phantasmo) no Wrestle Kingdom 14.                                                                   |
| NEVER Openweight 6-Man Tag Team Championship  | -                       | Vago                                        | -       | 1 de agosto de 2020    | -                            | -                     | Tóquio  | Os últimos campeões foram Los Ingobernables de Japon (Bushi, Evil e Shingo Takagi); o título foi vago pela NJPW após a saída de Evil da stable. |